# Seah
Seah o Sutu era una unitat de mesura de capacitat i líquids d'Assíria i Babilònia. Era equivalent a 10 litres i es feia servir sobretot per als cereals i la cervesa.